# Канга (колодки)
Канга (кит. 枷 «цзя» дословно — «ярмо») — шейная колодка, которая использовалась для публичного унижения и телесного наказания в Китае и некоторых других странах Восточной Азии до начала XX века.
Состояла из двух половин с вырезом для шеи. Делалась из сухого дерева и была очень тяжелой (от 9 до 17 кг). Канга надевалась на шею и замыкалась, и затем накладывалась печать. К ношению канги (в течение нескольких дней, месяцев и даже лет) приговаривались в дополнение к наказанию палкой.
В большинстве случаев канга перекрывала доступ рук ко рту, и человек не мог есть и пить без посторонней помощи. Кроме того, ярмо мешало лежать.
Иногда на кангу наносили иероглифы с описанием того, что совершил этот человек и какой префект его осудил.
Носящий кангу для увеличения позора выставлялся в публичном месте, и во дворе присутственного места при приезде начальника.

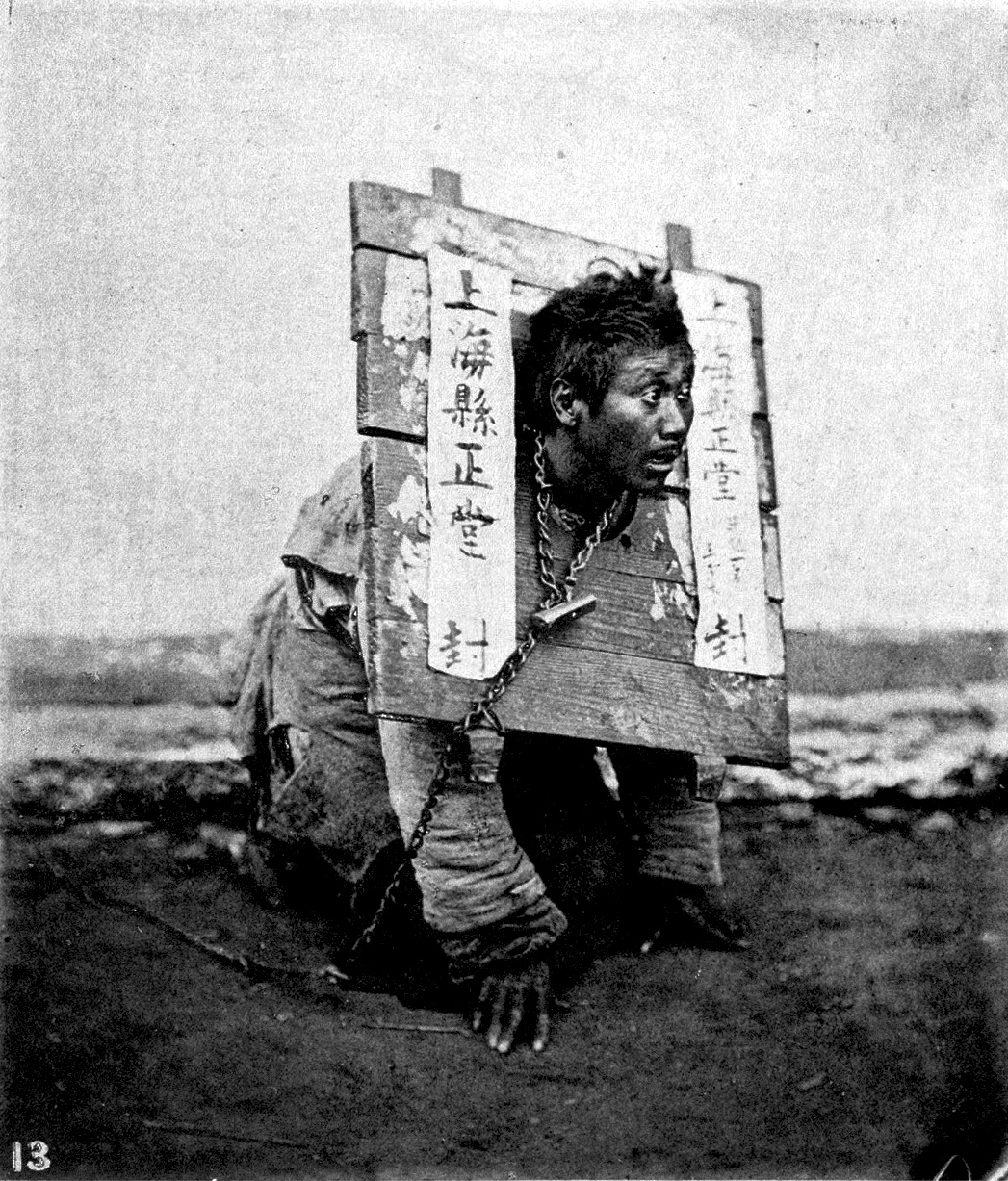
Человек с кангой в Шанхае; ок. 1870 г.

К ношению канги приговаривались в империи Цин даже именитые маньчжуры. Например, за повторное воровство, в зависимости от стоимости украденной вещи, виновный подвергался 60 ударам палкой и 20 дням ношению канги. При увеличении числа ударов на каждые 10 ударов прибавляется 5 дней ношения канги.
Осужденные на вечную ссылку носили кангу два года, а сосланные в каторгу — 3 года. При этом ежемесячно наказанный должен был приходить к местным властям для поверки печатей, но часто с помощью взятки он мог лишь имитировать ношение канги.